# 알렉스 슈바처
알렉스 슈바처(독일어: Alex Schwazer, 1984년 12월 26일 ~ )는 이탈리아의 육상 선수이다. 2008년 하계 올림픽 50km 경보 금메달리스트이며, 도핑 위반으로 인해 은퇴했다.

## 생애
슈바처는 이탈리아 북부 독일어권 지역인 볼차노도의 비피테노에서 태어났다.
핀란드 헬싱키에서 열린 2005년 세계 육상 선수권 대회 50km 경보에서 3시간 41분 54초의 기록으로 동메달을 획득했다. 일본 오사카에서 열린 2007년 세계 육상 선수권 대회 20km 경보에서 10위를 했고 50km 경보에서 다시 한 번 동메달을 획득했다. 중화인민공화국 베이징에서 열린  2008년 하계 올림픽 50km 경보에서 금메달을 획득했고, 3시간 37분 9초의 시간으로 올림픽 신기록을 세웠다.
2010년 유럽 육상 선수권 대회에서 50km 경보 결승 진출에 실패했지만, 20km 경보에서 러시아의 스타니슬라프 예멜리야노프의 뒤를 이어 은메달을 획득했다. 후에 예멜리야노프의 도핑 사실이 밝혀지자 금메달 기록을 승계받았다. 2011년 세계 육상 선수권 대회 20km 경보에 참가했지만 9위에 머물렀다.
도핑 테스트에서 탈락한 후 런던에서 열린 2012년 하계 올림픽 출전권을 박탈당했다. 선수 은퇴를 선언하며 "내 인생의 가장 큰 타격"이라고 밝혔다.